# Гахраман, Саги
Саги Гахраман (перс. ساقی قهرمان‎, род. 3 февраля 1957, Мешхед) — персидская поэтесса, которая входит в список 100 женщин Би-би-си и возглавляет Иранскую квир-организацию.

## Ранний период жизни
Саки Гареман родилась в Мешхеде в 1957 году. В 2010 году она основала издательство Gilgamishan Publishing House, которое занимается изданием иранской квир-литературы. В 2007 году газета «Шарх» была запрещена за публикацию её стихотворения. На 2023 год живёт в Канаде.